# فيكتوريا هامبورغ
نادي فيكتوريا هامبورغ لكرة القدم (بالألمانية: Sport- Club Victoria Hamburg von 1895 e. V.) نادي كرة قدم ألماني يلعب في دوري الدرجة الخامسة. تم تأسيس النادي في سنة 1895 .